# Cannondale Pro Cycling/2013
Deze pagina geeft een overzicht van het Cannondale Pro Cycling Team in 2013. 

## Algemeen
Sponsor: Cannondale
Algemeen manager: Roberto Amadio
Ploegleiders: Biagio Conte, Dario Mariuzzo, Mario Scirea, Paolo Slongo, Alberto Volpi en Stefano Zanatta
Fietsmerk: Cannondale
Materiaal en banden: Sram, Mavic (banden + wielen), FSA, Fizik
Kleding: Sugoi
Budget: 9 miljoen euro
Kopmannen: Ivan Basso, Peter Sagan en Moreno Moser

## Renners
| Naam                  | Geboortedatum | Nationaliteit    | Ploeg 2012                       |
| --------------------- | ------------- | ---------------- | -------------------------------- |
| Stefano Agostini      | 03-01-1989    | Italië           |                                  |
| Ivan Basso            | 26-11-1977    | Italië           |                                  |
| Maciej Bodnar         | 07-03-1985    | Polen            |                                  |
| Guillaume Boivin      | 25-05-1989    | Canada           | Spidertech Powered by C10        |
| Federico Canuti       | 30-08-1985    | Italië           |                                  |
| Damiano Caruso        | 12-10-1987    | Italië           |                                  |
| Mauro Da Dalto        | 08-04-1981    | Italië           |                                  |
| Tiziano Dall'Antonia  | 26-07-1983    | Italië           |                                  |
| Alessandro De Marchi  | 19-05-1986    | Italië           | Androni Giocattoli               |
| Lucas Sebastián Haedo | 18-04-1983    | Argentinië       | Team Saxo-Tinkoff                |
| Ted King              | 31-01-1983    | Verenigde Staten |                                  |
| Michel Koch           | 15-10-1991    | Duitsland        |                                  |
| Kristjan Koren        | 25-11-1986    | Slovenië         |                                  |
| Matthias Krizek       | 29-11-1988    | Oostenrijk       | stage                            |
| Paolo Longo Borghini  | 10-12-1980    | Italië           |                                  |
| Alan Marangoni        | 16-07-1984    | Italië           |                                  |
| Nariyuki Masuda       | 23-10-1983    | Japan            |                                  |
| Moreno Moser          | 25-12-1990    | Italië           |                                  |
| Maciej Paterski       | 12-09-1986    | Polen            |                                  |
| Daniele Ratto         | 05-10-1989    | Italië           |                                  |
| Fabio Sabatini        | 18-02-1985    | Italië           |                                  |
| Juraj Sagan           | 23-12-1988    | Slowakije        |                                  |
| Peter Sagan           | 16-01-1990    | Slowakije        |                                  |
| Cristiano Salerno     | 18-02-1985    | Italië           |                                  |
| Cayetano Sarmiento    | 28-03-1987    | Colombia         |                                  |
| Brian Vandborg        | 04-12-1981    | Denemarken       | Spidertech Powered by C10        |
| Elia Viviani          | 07-02-1989    | Italië           |                                  |
| Cameron Wurf          | 30-08-1983    | Australië        | Champion System Pro Cycling Team |

## Belangrijke overwinningen
| Ronde van Oman 2e etappe: Peter Sagan 3e etappe: Peter Sagan GP Città di Camaiore Winnaar: Peter Sagan Strade Bianche Winnaar: Moreno Moser Tirreno-Adriatico 3e etappe: Peter Sagan 6e etappe: Peter Sagan Ronde van Catalonië Bergklassement: Cristiano Salerno Internationale Wielerweek 5e etappe: Damiano Caruso Gent-Wevelgem Winnaar: Peter Sagan Driedaagse van De Panne-Koksijde 1e etappe: Peter Sagan Brabantse Pijl Winnaar: Peter Sagan Ronde van Californië 3e etappe: Peter Sagan 8e etappe: Peter Sagan Puntenklassement: Peter Sagan | Critérium du Dauphiné 2e etappe: Elia Viviani 8e etappe: Alessandro De Marchi Ronde van Zwitserland 3e etappe: Peter Sagan 8e etappe: Peter Sagan Puntenklassement: Peter Sagan Ronde van Beauce 2e etappe: Guillaume Boivin Nationale kampioenschappen wielrennen Polen - tijdrit: Maciej Bodnar Denemarken - tijdrit: Brian Vandborg Slowakije - wegwedstrijd: Peter Sagan Ronde van Frankrijk 7e etappe: Peter Sagan Puntenklassement: Peter Sagan Ronde van Elk Grove 2e etappe: Elia Viviani 3e etappe: Elia Viviani Eindklassement: Elia Viviani | USA Pro Cycling Challenge 1e etappe: Peter Sagan 3e etappe: Peter Sagan 6e etappe: Peter Sagan 7e etappe: Peter Sagan Puntenklassement: Peter Sagan Dutch Food Valley Classic Winnaar: Elia Viviani Ronde van Alberta Proloog: Peter Sagan 1e etappe: Peter Sagan 5e etappe: Peter Sagan Puntenklassement: Peter Sagan Ronde van Spanje 14e etappe: Daniele Ratto Ronde van Groot-Brittannië 1e etappe: Elia Viviani Grote Prijs van Montreal Winnaar: Peter Sagan Ronde van Peking Bergklassement: Damiano Caruso |

2005 · 2006 · 2007 · 2008 · 2009 · 2010 · 2011 · 2012 · 2013 · 2014
AG2R-La Mondiale · Argos-Shimano · Astana · Belkin Pro Cycling · BMC Racing Team · Cannondale Pro Cycling Team · Euskaltel-Euskadi · FDJ · Team Garmin-Sharp · Katjoesja · Lampre-Merida · Lotto-Belisol · Team Movistar · Omega Pharma-Quick Step · Orica-GreenEdge · RadioShack-Leopard · Team Saxo-Tinkoff · Sky ProCycling · Vacansoleil-DCM